# Bochanhalli, Koppal
Bochanhalli là một làng thuộc tehsil Koppal, huyện Koppal, bang Karnataka, Ấn Độ.